# 马金岛号两栖攻击舰
马金岛号两栖攻击舰（英語：USS Makin Island LHD-8）是一艘隶属于美国海军的黃蜂級兩棲攻擊艦，为黄蜂级的8号舰及最后一艘舰。马金岛号为后续美利堅級兩棲突擊艦的建造奠定了基础。
它以二战太平洋战争中美国海军陆战队卡尔逊突击队的突袭马金岛作战而命名。为美国海军第二艘以此命名的军舰，上一艘为卡萨布兰卡级护航航母CVE-93。马金岛号两栖攻击舰徽中间为海军陆战队突击队的蓝底徽章，三叉戟上方五颗蓝星代表着CVE-93获得的五颗战斗星章。

## 设计和建造
马金岛是黃蜂級兩棲攻擊艦的第八艘舰，但和同级舰相比，技术上有显着的进步。
在推进系统方面，之前的黄蜂级舰都采用的是蒸汽锅炉和蒸汽轮机来驱动螺旋桨。而马金岛号则采用了柴油电力与燃气轮机交替的动力方式，为首艘采用该方案的美军舰艇。马金岛号装备有有两台35,000轴马力 (26,000 kW)的通用电气LM2500+燃气轮机，驱动两台劳斯莱斯可控螺距螺旋桨。在马金岛号上，燃气轮机仅用于为12节以上的航行提供动力。低速航行时则由个5,000轴马力 (3,700 kW) 的交流电动机提供推进动力。电动机的电力来自舰上六台4000千瓦的柴油发动机。在马金岛号上试验的推进系统，也被用在了后续的美利堅級兩棲突擊艦上。
马金岛号全舰都使用柴油发电机供电。由于没有蒸汽锅炉提供热蒸汽，舰上的洗衣、热水供应、寒冷天气供暖都是通过电加热实现的。
马金岛号携带四个反渗透净水系统，每个系统每天能够处理190,000 升的淡水。
该舰于2004年2月14日在密西西比州帕斯卡古拉的英戈尔斯造船厂开建，于2006年9月15日下水。美国海军官方称该舰在建造中遭遇2005年飓风卡特里娜的影响而受损，因而导致后续工期延期。

## 服役经历

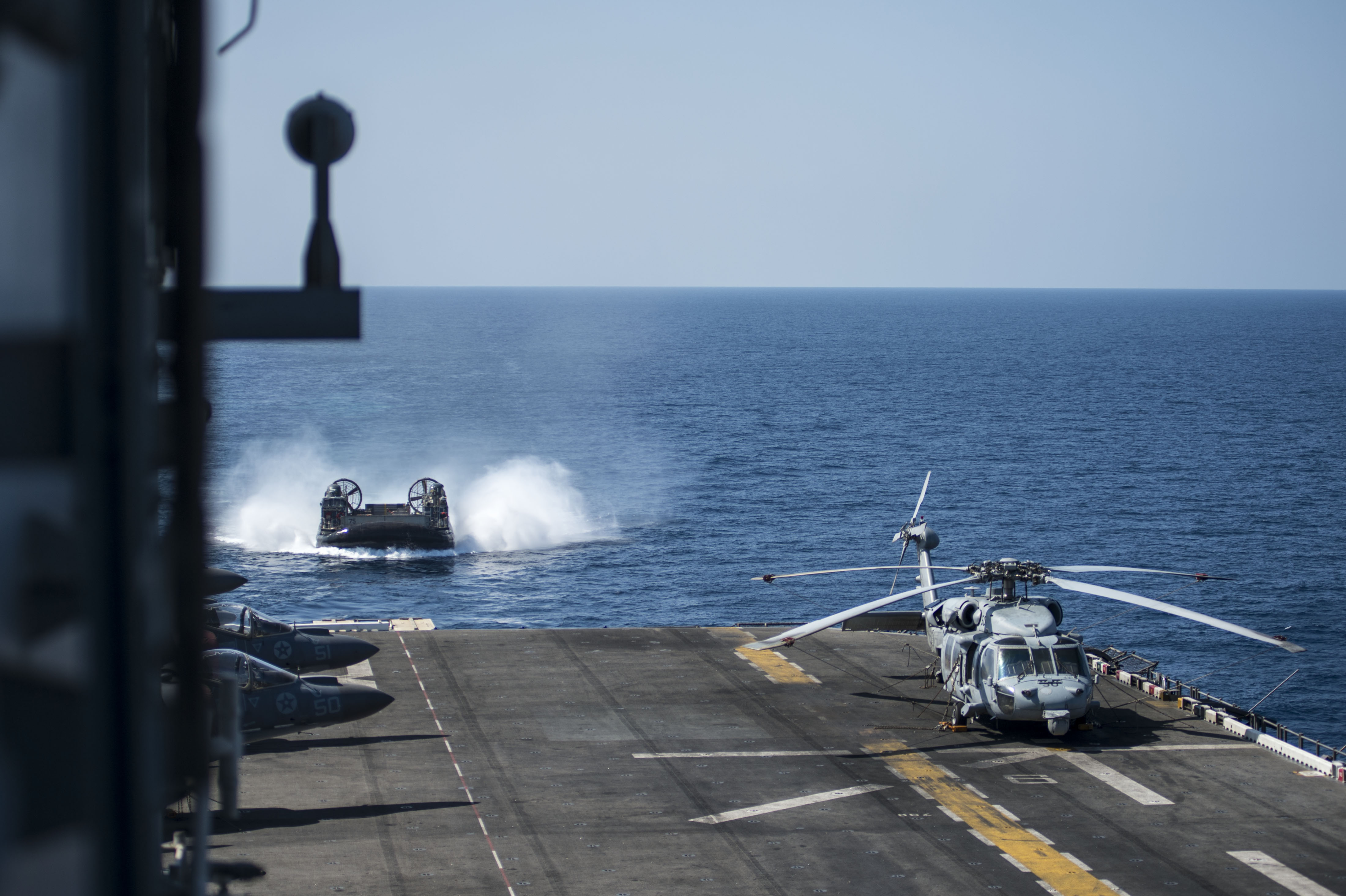
气垫登陆艇驶向马金岛号

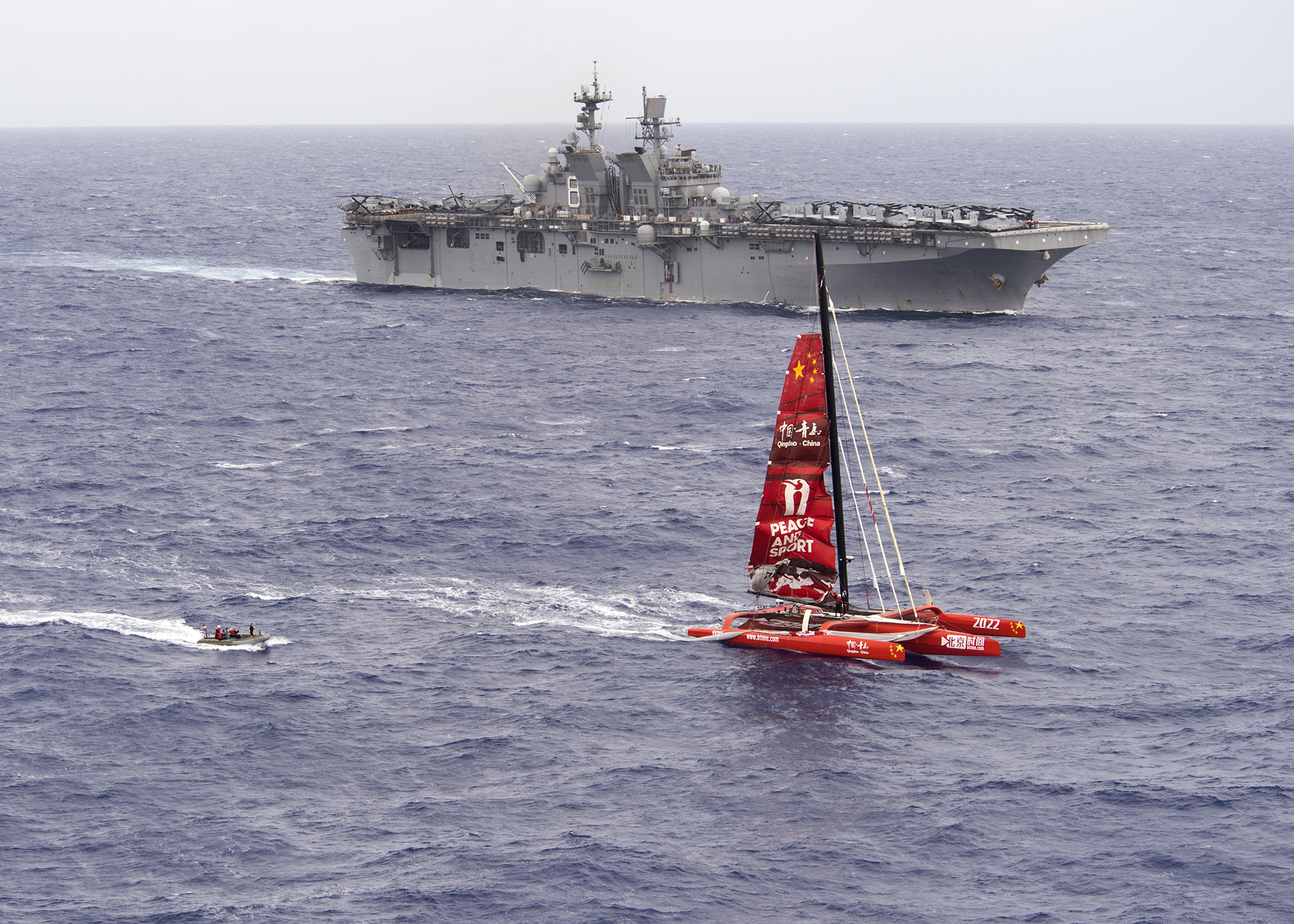
2016年，马金岛号搜寻驾驶“中国青岛”帆船号失踪的郭川

2009年4月16日，马金岛号两栖攻击舰被交付于给美国海军。2009年6月26日在密西西比州帕斯卡古拉入役。7月，该舰经过麦哲伦海峡对南美洲进行了环绕航行。9月抵达圣迭戈海军基地，并在10月24日举行了正式的入役仪式。曾在二战中参与了马金岛突袭的六名老兵也参加了仪式。
2010年，其转向装置遭遇损坏，使得最终的海试推迟。2010年起，该舰被部署到第五舰队和第七舰队执行任务。
在2014年坚定决心行动期间，该舰一架MV-22在起飞后不久失去动力并坠落水面，两名成员跳海，一人获救一人失踪。在2014年也门人质营救行动中，受伤的人质送到马金岛上接受治疗。
2016年，该舰与美国海军警卫队一起，参与了搜寻失踪中国航海家郭川的行动。10月27日，马金岛号在瓦胡岛西北1000千米的地方找到了郭川的帆船“中国青岛”号，但没有发现其人。在进行了大面积的搜寻后，仍未找到郭川。
2017年1月28日，一架来自马金岛的MV-22在也门打击基地组织的行动期间损失。
2021年2月，马金岛号在波斯湾北部参与坚定决心行动，出动F-35B提供空中作战支持。